# こだわりライフヨーロッパ
こだわりライフヨーロッパは、NHK衛星第1テレビジョン・衛星ハイビジョン・NHKワールド・プレミアムで放映された、ヨーロッパに住む人々の多彩な活動を追ったドキュメンタリー番組である。

## 概要
「地球ウォーカー」（2003年4月9日 - 2004年10月）→「地球街角アングル」（2004年10月 - 2006年4月）の後継番組として2006年4月から放送した。
2008年12月からサービスが開始されたNHKオンデマンドでも、放送後11日間以内での視聴が可能な「見逃し番組サービス」にて配信される。

## 放送日時
- BShi：毎週土曜日 16:00 - 16:20
- BS1：毎週水曜日 18:00 - 18:20
- BS1：毎週日曜日 5:00 - 5:20 （再放送）

本放送では過去の回を再放送することがある。

## これまで放送された内容
括弧内は初回放送日。
2006年
- 「シェークスピアに夢を託して 〜イギリス ロンドン」（4月16日）
- 「華麗なる社交界デビュー 〜オーストリア ウィーン」（4月23日）
- 「カレンダーが変えた人生 〜イギリス」（4月30日）
- 「ドイツ イメージアップ作戦」（5月7日）
- 「アフリカチームを迎える町 〜ドイツ バンゲン」（5月14日）
- 「よみがえれ サッカーの町 〜ドイツ ライプチヒ」（5月28日）
- 「フーリガンを防げ！ 〜ドイツ ミュンヘン」（6月4日）
- 「キルトは僕らの最新ファッション 〜イギリス エディンバラ」（7月2日）
- 「地域社会の輪はパブから 〜イギリス」（7月16日）
- 「人生はウクレレの調べ 〜イギリス ロンドン」（7月23日）
- 「よみがえれ過疎の村 〜イタリア」（7月30日）
- 「思考力で大学受験を突破せよ 〜フランス」（8月6日）
- 「ダンスの時間 〜ドイツ ベルリン」（8月27日）
- 「応急処置で子どもたちをはぐくむ 〜イギリス」（9月3日）
- 「先人の声に耳をすまして 〜スペイン」（9月10日）
- 「櫂（かい）に託すバスクの誇り 〜スペイン」（9月17日）
- 「ゲリラガーデナーは真夜中に活躍する 〜イギリス ロンドン」（9月24日）
- 「ホスピス患者に生きる喜びを 〜イギリス ロンドン」（10月29日）
- 「エコ建築で暮らしを変える 〜イギリス」（11月5日）
- 「風に乗って海峡を渡れ！〜イギリス」（11月12日）
- 「全身で音楽を感じてごらん 〜イギリス」（11月19日）
- 「夢に向かって バイクを飛ばせ 〜イギリス」（11月26日）
- 「お見合い祭りの夜はふけて 〜アイルランド リスドゥンバルナ」（12月3日）
- 「ファームラジオで農家を元気に！ 〜イギリス」（12月17日）

2007年
- 「レオナルド・ダビンチの夢を現代に 〜イタリア フィレンツェ」（1月14日）
- 「一家総出の伝統人形劇 〜イタリア シチリア」（1月21日）
- 「パリっ子にグルメの魅力を 〜フランス パリ」（1月28日）
- 「文化財を住まいに再生 〜イギリス」（2月11日）
- 「少年の更生は消防士訓練で 〜イギリス ブリストル」（2月18日）
- 「日記に記された人生を読み解く 〜ドイツ エメンディンゲン」（2月25日）
- 「おいしいイギリスを召し上がれ 〜イギリス コッツウォルズ」（3月4日）
- 「廃材の魅力を家具に生かす 〜オランダ ヘルドロップ」（3月18日）
- 「蒸気機関車への誇りを未来に 〜イギリス ハンプシャー」（3月25日）
- 「ディーンの森の男たち 〜イギリス グロスターシャー」（4月7日）
- 「歴史をよみがえらせる職人 〜イタリア アスティ」（4月14日）
- 「ネクタイが祖国のシンボル 〜クロアチア」（4月21日）
- 「下水と闘うサーファーたち 〜イギリス コーンウォール」（4月28日）
- 「子ども服は子どもの心で 〜フランス パリ」（5月5日）
- 「アートとしての漫画を求めて 〜フランス パリ」（5月12日）
- 「奮闘！ 300人の子どもたちのお父さん 〜ドイツ ベルリン」（5月19日）
- 「無限の可能性をダンスに求めて 〜イギリス ロンドン」（5月26日）
- 「時速6キロのスローライフ 〜イギリス」（6月9日）
- 「オオカミが戻ってくる日 〜スイス ティチーノ」（6月30日）
- 「アート作品に宿泊ください 〜オランダ アムステルダム」（7月14日）
- 「ワインをたどってパリの町探検 〜フランス パリ」（7月21日）
- 「故郷のハープの調べを未来に 〜イギリス ウェールズ」（7月28日）
- 「大都会生まれのハチミツはいかが 〜イギリス ロンドン」（8月25日）
- 「ドリームランドを救え！ 〜アイスランド」（9月1日）
- 「ホームレスシアターへようこそ 〜チェコ プラハ」（9月8日）
- 「インドの魅力をロンドンっ子に 〜イギリス ロンドン」（9月15日）
- 「ロマの心をヒップホップにのせて 〜チェコ プラハ」（9月22日）
- 「ネアンデルタール人に学ぶ命の輝き 〜ドイツ デュッセルドルフ」（9月29日）
- 「伝統楽器に魅せられて 〜ラトビア〜」（10月6日）
- 「海底に眠る歴史を探り出す 〜イギリス オークニー諸島〜」（11月10日）
- 「ランと子どもをはぐくむ先生 〜イギリス ウィズリントン〜」（11月17日）
- 「小型車に復興の夢乗せて 〜セルビア・ベオグラード〜」（11月24日）
- 「白馬は祖国の誇り 〜スロベニア リピッツァ〜」（12月1日）
- 「サケが上る川を取り戻せ 〜イギリス 北アイルランド〜」（12月8日）
- 「下町をみつめる最後の代書屋 〜イタリア ナポリ〜」（12月15日）

2008年
- 「心の中の発明家を呼び起こせ 〜イギリス ロンドン〜」（1月12日）
- 「モザイクでつなぐ地域のきずな 〜イギリス ロンドン〜」（1月19日）
- 「ガウディを光で彩る 〜スペイン・バルセロナ〜」（1月26日）
- 「テーマパークで社会主義を体験 〜リトアニア グルータス〜」（2月2日）
- 「珍味トリュフ 品質を守れ 〜フランス〜」（2月16日）
- 「物語で過去と未来をつなぐ 〜イギリス ノーフォーク〜」（2月23日）
- 「企業経営で障害者自立の道を 〜ハンガリー ブダペスト〜」（3月8日）
- 「分かりあえる教育に夢を託して 〜イギリス 北アイルランド〜」（3月15日）
- 「かすかな光を頼りにシャッターをきる 〜イギリス・バッキンガムシャー 〜」（4月5日）
- 「伝統漁法で水産資源を守れ！〜イタリア・ガルガーノ〜」（4月12日）
- 「若者たちに 社会へ羽ばたく自信を 〜スウェーデン・ストックホルム〜」（4月19日）
- 「マフィアよ さらば 〜イタリア・パレルモ〜」（4月26日）
- 「「本の町」へようこそ 〜フランス ラ・シャリテ・シュル・ロワール〜」（5月10日）
- 「ホロコーストを漫画で伝える 〜ドイツ ベルリン〜」（5月17日）
- 「ロボットと一緒にスマイル 〜イギリス ロンドン〜」（5月24日）
- 「目指せ！健康大国復活 〜ブルガリア ソフィア〜」（5月31日）
- 「都市の公園に新しい風を 〜オーストリア ウィーン〜」（6月14日）
- 「サッカーにみんな集まれ！〜ボスニア・ヘルツェゴビナ〜」（6月28日）
- 「タカの舞う空をふたたび 〜イギリス・ハンプシャー〜」（7月5日）
- 「平和への願いをラジオで発信 〜イギリス ブリストル〜」（7月12日）
- 「ヨーグルト工場から自立へ 〜スペイン・カタルーニャ〜」（7月26日）
- 「70年前の新聞を読み解く 〜オーストリア ウィーン〜」（8月2日）
- 「豊かな人生をダンスに表現 〜イギリス ロンドン〜」（8月30日）
- 「アルプス山中の水の番人 〜スイス ヴァレー州〜」（9月6日）
- 「監視カメラを監視しよう 〜イギリス ロンドン〜」（9月13日）
- 「刑務所ブランドでよりよい社会を 〜ドイツ ハンブルク〜」（9月20日）
- 「ガン病棟のエステサロン 〜フランス ヴィルジュイフ〜」（9月27日）
- 「集まれ 子育てパパ！〜イギリス ロンドン〜」（10月18日）
- 「億万長者プレイヤーを打ち倒せ！〜デンマーク フェロー諸島〜」（11月15日）
- 「エコツーリズムで生き残れ 〜モンテネグロ ポドゴラ村〜」（11月22日）
- 「海と山がちびっ子の先生 〜ノルウェー トロムソ〜」（11月29日）
- 「生きている「本」の言葉を聞いて 〜フィンランド／デンマーク〜」（12月6日）
- 「幸せの記憶で認知症を乗り越える 〜イギリス バーフォード〜」（12月20日）

2009年
- 「“もったいない”心で食べ物を救って！〜イタリア ボローニャ〜」（1月10日）
- 「イギリスの里山「生け垣」を未来へ 〜イギリス デボン〜」（1月17日）
- 「エネルギー自立のエコアイランド 〜デンマーク サムス島〜」（1月24日）
- 「受刑者の家族に生きる希望を 〜イギリス・マンチェスター〜」（1月31日）
- 「北欧のアイス・スイミングクラブ 〜フィンランド カレリア〜」（2月14日）
- 「ワインを飲んでカシの森を守れ！〜スペイン エストレマドゥーラ〜」（2月21日）
- 「8ミリの記録で20世紀を語る 〜チェコ プラハ〜」（2月28日）
- 「お小遣い どう使ってる？ 〜イギリス ルートン〜」（3月7日）
- 「同居で世代間交流 〜フランス パリ〜」（3月14日）
- 「デザインで経済危機を脱出 〜アイスランド レイキャビク〜」（4月11日）
- 「ハートでビートをとらえて 〜イギリス ロンドン〜」（4月18日）
- 「昔ながらの仕立て屋 ロマ 〜イタリア ローマ〜」（4月25日）
- 「職人アカデミーで中世の古城を再建 〜ポーランド イェレニャグラ〜」（5月2日）
- 「響きあえ 子どもたちの心 〜オランダ ユトレヒト〜」（5月16日）
- 「夢をとどける旅へ 〜イタリア ベルガンティーノ〜」（5月23日）
- 「すべての人に スポーツの楽しさを 〜イギリス〜」（5月30日）
- 「木の精霊へ 2000通の手紙 〜ドイツ デュッセルドルフ〜」（6月13日）
- 「よみがえれ 教会の町 〜マケドニア オフリド〜」（7月4日）
- 「星の数より 伝統の味を 〜フランス ブルゴーニュ〜」（7月11日）
- 「子ども鉄道は市民の宝もの 〜ハンガリー ブダペスト〜」（7月18日）
- 「自然の中で 安らかに眠る 〜イギリス ドーセット〜」（7月25日）
- 「古着を素材にオリジナルファッション! 〜イギリス ロンドン〜」（8月15日）
- 「活字文化を屋台から届ける 〜イタリア ミラノ〜」（8月22日）※2011年1月5日に再放送
- 「おもちゃと語り合ってみませんか 〜イギリス タインマス〜」（8月29日）
- 「はばたけ 幻の巨鳥 〜イギリス ウィルトシャー〜」（9月12日）
- 「民族のことばを子どもたちに 〜フィンランド イナリ〜」（9月19日）
- 「ジャーナリストの家から言論の自由を 〜フランス パリ〜」（9月26日）
- 「島の郵便配達人 人々を見つめて 〜ギリシャ エーゲ海〜」（10月10日）
- 「自転車の魅力を世界に 〜オランダ アムステルダム〜」（10月17日）
- 「「走る本屋」に 親子で夢中 〜オランダ アムステルダム〜」（10月24日）
- 「壁のあった風景の記憶を未来に 〜ドイツ ベルリン〜」（11月9日）
- 「笑ってごらん 赤い鼻といっしょに 〜ポルトガル リスボン〜」（11月21日）
- 「消えたバイキングの足跡を追って 〜ノルウェー ヒトラ島〜」（11月28日）
- 「あなたの庭で“種の保存”をしませんか？〜イギリス ミッドランド地方〜」（12月5日）
- 「自分たちの「声」を社会へ 〜イギリス ヘレフォード〜」（12月19日）
- 「木とわらの家で震災を乗り越える 〜イタリア ラクイラ〜」（12月26日）

2010年
- 「社会主義時代へ旅しませんか 〜ポーランド クラクフ〜」（1月9日）
- 「若い介護者たちを守って 〜イギリス スカイ島〜」（1月16日）
- 「おばあちゃんの優しさお届けします 〜ドイツ デュッセルドルフ市〜」（1月23日）
- 「子守歌で母国の言葉を取り戻す 〜ウクライナ キエフ〜」（1月30日）
- 「鳥の目で自然を見つめる 〜イギリス エクセター〜」（2月6日）
- 「ラップ感覚で言葉の魅力を伝える 〜イギリス ロンドン〜」（3月13日）
- 「中華料理業界に新風を 〜イギリス ロンドン〜」（3月21日）
- 「理科の楽しさを子どもたちへ 〜ドイツ ミュンヘン〜」（3月31日）
- 「区長さんは16歳 〜イギリス ロンドン〜」（4月7日）
- 「孤児たちを家族のもとに 〜モルドバ キシニョフ〜」（4月14日）※10月6日に再放送
- 「サッカーで心のリハビリを 〜イギリス ロンドン〜」（4月28日）
- 「ラグーナに生命の王国を呼び戻せ 〜イタリア ベネチア〜」（5月12日）
- 「安心して こんにちは赤ちゃん 〜フランス パリ〜」（5月19日）
- 「院内学級 6000人の子どもたちに希望を 〜ハンガリー ペーチ〜」（5月26日）
- 「民族和解の橋 再び渡る日を夢見て 〜コソボ ミトロヴィツァ〜」（6月16日）
- 「ドーピング犠牲者の悲劇を繰り返すな 〜ドイツ ヴァインハイム〜」（6月23日）
- 「歴史都市の案内人は元ホームレス 孤児たちを家族のもとに 〜オランダ ユトレヒト〜」（6月30日）
- 「社会主義時代の壁を乗り越えて 〜エストニア タリン〜」（7月7日）
- 「村に託児バスがやってくる 〜フランス ブルターニュ 〜」（7月21日）
- 「飛行場を市民のもとに 〜ドイツ ベルリン〜」（7月28日）
- 「イコンに刻まれた祈りの心 〜ウクライナキエフ〜」（8月4日）
- 「コウモリは自然を守るパートナー 〜イギリス バーミンガム〜」（8月25日）
- 「子どもたちに一流の音楽を 〜オーストリア ザルツブルク〜」（9月15日）
- 「ヨーロッパ最古の森を守れ 〜ポーランド ビアオビエジャ〜」（9月22日）
- 「木のぬくもりを伝えたい 〜ルーマニア トランシルバニア〜」（9月29日）
- 「 “ジャングル” が腐敗を暴く 〜アルバニア ティラナ〜」（10月13日）
- 「ガラクタからおもちゃを生み出す 〜スペイン カタルーニャ〜」（10月20日）※2011年2月9日に再放送
- 「映画にささげた人生 〜イタリア ローマ〜」（11月10日）
- 「森はわたしの家族 〜スウェーデン アーブラ〜」（12月1日）※2011年3月30日に再放送
- 「失われたユダヤ人のルーツを求めて 〜ポーランド ワルシャワ〜」（12月8日）
- 「薬草はおばあちゃんの知恵 〜ラトビア ラウナ〜」（12月15日）※2011年3月16日に再放送

2011年
- 「難民が町に活気を吹き込んだ 〜イタリア リアーチェ〜」（1月12日）
- 「洞くつ住居をよみがえらせよう 〜イタリア ジノーザ〜」（1月19日）
- 「伝統文化を守る島の王様 〜アイルランド トーリー島〜」（1月26日）
- 「セーヌを守る女性救命ダイバー 〜フランス パリ〜」（2月2日）
- 「郷土の名山を登りつくそう 〜イギリス スコットランド〜」（2月16日）
- 「ラジオで子ども病棟に元気を 〜ドイツ マンハイム〜」（2月23日）
- 「スキーがつなぐ移民の子ども 〜オーストリア ツェル･アム･ゼー〜」（3月2日）
- 「みんなの人形劇をいつまでも 〜ベルギー リエージュ〜」（3月9日）